# Delhi darbár
A delhi darbárok (dévanágari írással: दिल्ली दरबार) a brit indiai alkirályok által egy-egy új indiai (brit) uralkodó beiktatása alkalmából összehívott tömeggyűlések voltak az indiai Delhiben, az úgynevezett Koronázási parkban. A történelem során összesen három delhi darbárra került sor: 1877-ben, 1903-ban és 1911-ben.
A darbár szó perzsa eredetű, jelentése „uralkodói udvar”.

## Az 1877-es delhi darbár

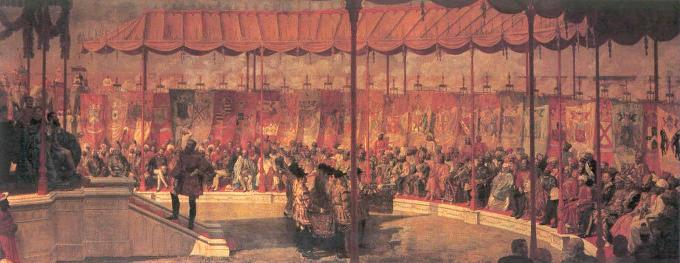
Az 1877-es darbár ábrázolása, Robert Bulwer-Lytton alkirállyal a bal oldalon

Viktória brit királynő, aki korábban már Nagy-Britannia és Írország királynője volt, 1876-ban felvette az India császárnője címet is. Robert Bulwer-Lytton indiai alkirályra hárult a feladat, hogy ezt India-szerte kihirdesse: ezért döntött úgy, hogy 1877. január 1-én egy gyűlést fog tartani Delhiben ebből a célból. Az eseményre számos kormányzót, alkormányzót, egyéb vezető tisztségű embereket, hercegeket és nemeseket hívtak meg; végül többen jöttek el, mint amennyire az alkirály számított.
A rendezvényt a nyílt téren felállított pavilonokban tartották. A pavilonba belépő alkirályt ünnepélyesen fogadták, majd elfoglalta helyét a középen elhelyezett trónuson. Körülötte félkör alakban, a trón felé fordulva ültek a kormányzók és egyéb magas rangú meghívottak. A koronázásról szóló nagy bejelentést angol és urdu nyelven olvasták fel, majd 101 ünnepélyes díszlövés következett. Ezek után az alkirály szólt az egybegyűltekhez, és a királynő  nevében aranyérmeket osztott a helyi vezetőknek. Ezeknek az érmeknek az egyik oldalán a királynő arcképe, neve és az 1877. január 1-i dátum szerepelt, a másik oldalán pedig urdu, angol és hindi nyelven (sorban arab, latin betűs és dévanágari írással) az „India császárnője” kifejezés szerepelt.
A darbáron két fontos témában hoztak meg döntéseket. Az első egy titkos tanács létrehozásáról szólt, a második pedig arra vonatkozott, hogy hány díszlövéssel kell köszönteni az alkirályt és egyéb vezetőket: a királyt és királynőt 101-gyel, az alkirályt 31-gyel, míg az alacsonyabb rangúakat (a britekhez való viszonyuktól függően) 21-gyel, 19-cel, 17-tel, 15-tel, 11-gyel vagy 9-cel.

## Az 1903-as delhi darbár

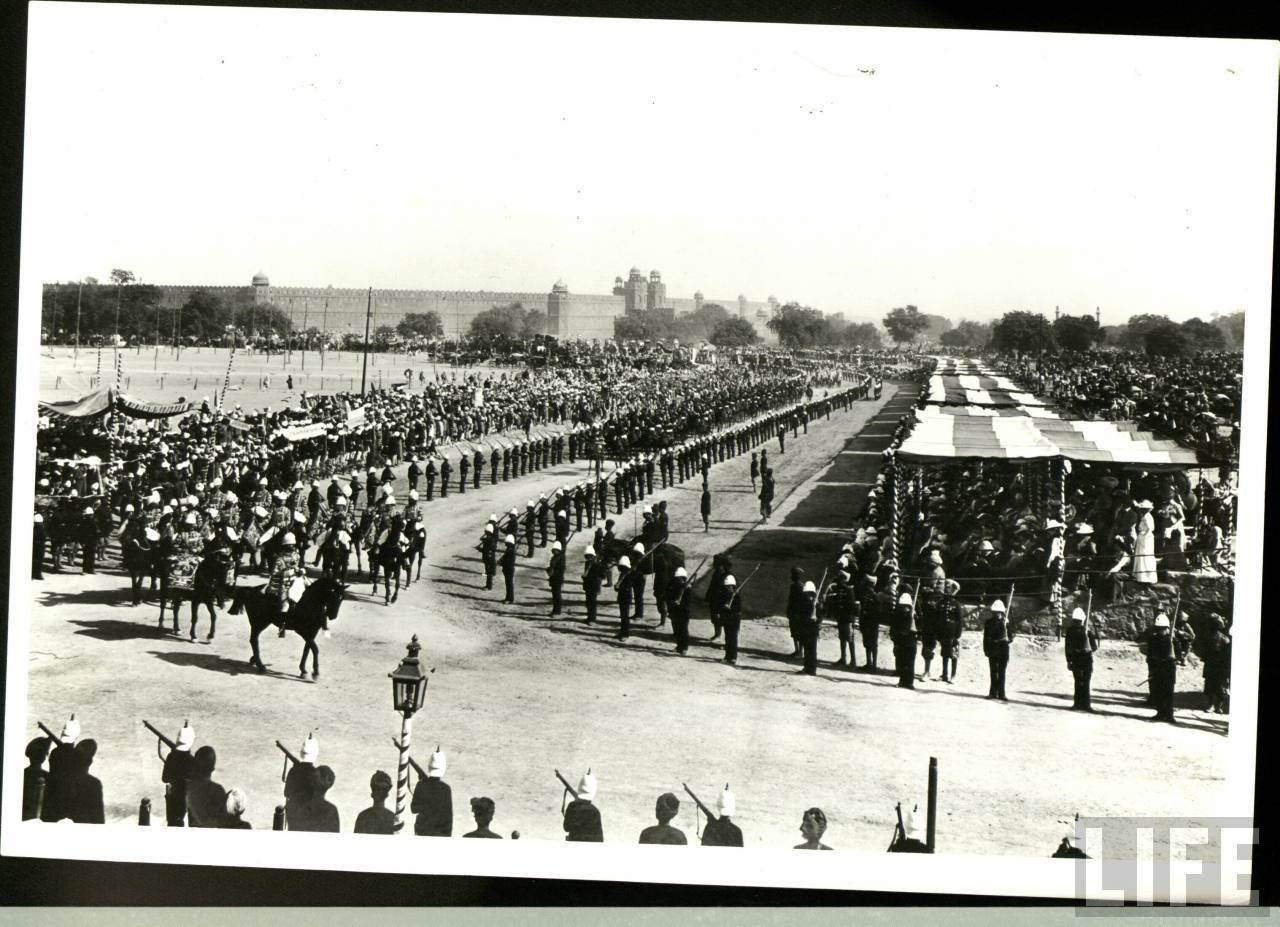
Az 1903-as delhi darbár

Ezt a darbárt VII. Eduárd előző évi koronázása alkalmából tartották. Maga a király személyesen nem jelent meg, de úgy rendelkezett, hogy Artúr brit királyi herceg legyen ott. Mivel a darbárt egy hetes hosszúságúra tervezték, és különféle kísérőprogramokat (labdarúgó- és lovaspóló-mérkőzéseket) is rendeztek mellette, ezért előzetesen egy külön szervezőbizottságot állítottak fel. A vendégsereg elszállásolására külön sátortábort építettek, ahova még elektromos és higiéniai létesítményeket is telepítettek, és ahol még vonószenekarok is tevékenykedtek.
A darbár legjobban várt eseménye a méltóságok bevonulása volt: emberek tömegei gyűltek össze, hogy tanúi lehessenek. A bevonulásra már előző év december 29-én sor került. Először George Curzon alkirály érkezett meg az állomásra, ahol egy zenekar eljátszotta a brit nemzeti himnuszt, majd megérkezett Artúr herceg és felesége, Lujza Margit. A három méltóság az állomás mellett elefánthátra ült, majd így vonultak át az alkirályi táborba.
A koronázási ünnepséget 1903. január 1-én tartották. Erre az alkalomra egy külön amfiteátrumot rendeztek be, amelynek nézőterét A–Y jelzésű blokkokra osztották: a hierarchiában elfoglalt helyük alapján előre meghatározták, hogy melyik résztvevő hol foglal majd helyet. A szervezőbizottság egyik legnagyobb gonddal járó feladata az volt, hogy a maharadzsákat kísérő bégumokat elhelyezzék. Végül (összesen 14-en) az Y jelű blokkban kaptak helyet: itt csak elfátyolozott nők tartózkodhattak.
A darbárhoz tartozóan egy nagyszabású művészeti és kézművestermék-kiállítást is rendeztek. Olyan rendkívül értékes tárgyakat is kiállítottak, amelyeket helyi uralkodóktól és egyéb nemesektől vettek kölcsön erre az alkalomra. Megtekinthető volt például Vadodara maharadzsájának híres gyöngyszőnyege vagy az alvari maharadzsa néhány illusztrált kézirata. A delhi Vörös Erődben nagyszabású bált is tartottak, valamint ugyanitt került sor egy másik ünnepélyre, ahol különféle hercegek és tisztviselők arany- és ezüstérméket kaptak Brit-Indiáért végzett szolgálataikért.
Az 1903-as darbár arról is nevezetes volt, hogy egy nagy távíróközpontot is felállítottak a központi táborban. Innen az alkirály január 1-i beszédét táviraton továbbították Londonba: ez volt az első alkalom, amikor egy Indiában elhangzott beszédet táviraton is elküldtek.

## Az 1911-es delhi darbár

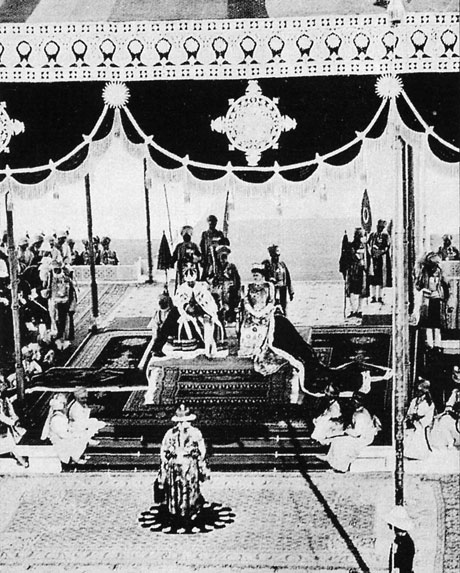
V. György és Mária királyné személyesen is megjelent az 1911-es delhi darbáron

A harmadik, egyben utolsó darbárra V. György brit király koronázása alkalmából került sor. Két okból is nagy jelentőségű esemény volt: egyrészt ez volt az egyetlen darbár, ahol az uralkodó személyesen is megjelent, másrészt itt jelentették be, hogy Brit India fővárosát Kalkuttából Újdelhibe helyezik át.
Ismét felállt a szervezőbizottság, amelynek az egyik legnagyobb problémát az adta, hogy vajon a nagyszabású bevonulási ünnepségen az alkirály és a királyi kíséret mellett ott legyenek-e a helyi uralkodók. Hosszas viták után végül úgy döntöttek, ott lesznek, és VI. Aszaf Dzsah haidarábádi nizám vezette őket. György és felesége, Mária 1911. december 7-én érkezett meg Bombayből Delhibe, ahol zenekar és 101 díszlövés fogadta őket.
A koronázás ünnepélyes kihirdetésére december 12-én került sor, de ezúttal nem egy, hanem két amfiteátrumot alakítottak ki: a külső, nagyobbikban a közönség, a belsőben a nagyrabecsült vendégek foglaltak helyet. Kisebb botrányt okozott, hogy Gájakvár maharadzsa, miután megérkezett az amfiteátrumba, néhány kivétellel eltávolította magáról ékszereit és kitüntetéseit, és a mögötte ülő fiának adta azokat. Később tettéért bocsánatot kért.
A szervezőbizottságnak már jóval a király részvételével megtartott ünnepség előtt tudomása volt arról, hogy néhány helyi uralkodó nem támogatta a szertartásnak azt a részét, amelynek során mindegyiküknek háromszor meg kellett hajolniuk a császár előtt, majd hátrálva kellett visszamenniük a helyükre: ők egyenrangúként akartak találkozni az uralkodóval. Gájakvár maharadzsa valóban nem is tette meg a kötelező gesztust: csak egyszer hajolt meg, de akkor sem teljesen, majd megfordult, és úgy ment a helyére. Az esetet a britek rendkívül tiszteletlennek találták, és számos újságban írtak róla. A maharadzsa később ezért is bocsánatot kért.